# Racomitrium hyalinocuspidatum
Racomitrium hyalinocuspidatum là một loài Rêu trong họ Grimmiaceae. Loài này được (Müll. Hal.) Kindb. mô tả khoa học đầu tiên năm 1891.